# The Bees – Operation Todesstachel
The Bees – Operation Todesstachel ist ein mexikanischer Tierhorrorfilm aus dem Jahr 1978 von Alfredo Zacarías.

## Handlung
Dr. Miller versucht afrikanische Killerbienen, als Teufelsbienen bezeichnet, die für ihre Aggressivität bekannt sind, zu zähmen und als Nutztiere zu verwenden. Das folgende Experiment scheitert und Dr. Miller als auch sein Sohn werden von den Bienen getötet. Lediglich seine Frau überlebt den Zwischenfall und schafft es einige Exemplare zu Dr. Hummel ins Labor in die USA zu bringen.
Schon bald kommt es wegen der Bienen zu weiteren Todesfällen. Die Insekten entwickeln eine Immunität gegenüber Insektengift. Mit einem Sexual-Duftstoff der Bienen will man die Vermehrung verhindern. Erste Erfolge trügen, denn die neue Bienenrasse entpuppt sich als so intelligent wie der Mensch. Da die Bienen begreifen, dass der Mensch sie ausrotten will, beschließen sie, die Menschheit zu vernichten.
Die Bienen entwickeln eine Sprache, mit der sie in der Lage sind, mit den Menschen zu kommunizieren. Sie stellen ein Ultimatum: Wer es schafft sich ihre Gnade zu gewinnen darf am Leben bleiben. Nur eine Gruppe Forscher sagen den Bienen den Kampf an.

## Kritik
„Da summen die Killerbienchen…“

„Letztklasssiger Grusel- und Horrorfilm.“

Rotten Tomatoes ermittelte eine positive Zuschauerresonanz von lediglich 10 %.
Die Filmeffekte werden als simpel und uneffektiv bezeichnet. So wird der Schwarm der Killerbienen mit Gas- oder Nebelwolken verglichen. Schockierende Gruselmomente gibt es, da die Killerbienen sich auch an Babys vergehen. Die Logik nimmt mit zunehmender Filmdauer erheblich ab und endet in einem Wirrwarr. Die deutsche Synchronisation wird bemängelt.

## Hintergrund
Der Film wurde im Oktober 1978 auf dem Sitges Festival Internacional de Cinema Fantàstic de Catalunya uraufgeführt. 1985 wurde er in der BRD veröffentlicht. Der Nachname des Wissenschaftlers Dr. Sigmund Hummel kommt nicht von ungefähr. Es wurde gezielt das deutsche Wort für Hummeln verwendet, die zu den Echten Bienen gehören.

## Trivia
- In einer Nebenrolle ist Gerald Ford, späterer Präsident der Vereinigten Staaten, zu sehen.
- Der Film wurde am 29. November 2019 auf Tele 5 als Teil des Sendeformats Die schlechtesten Filme aller Zeiten ausgestrahlt.